# Eugenio Bertini
Pour les articles homonymes, voir Bertini.
Eugenio  Bertini (né le 8 novembre 1846 à Forlì et mort le 24 février 1933 à Pise) est un mathématicien italien. Il est connu pour les théorèmes qui portent son nom (en).

## Biographie
Eugenio  Bertini fut l'élève de Luigi Cremona et il a dirigé notamment la thèse de Giacomo Albanese.